# Mee Pangwa
Mee Pangwa is een bestuurslaag in het regentschap Pidie Jaya van de provincie Atjeh, Indonesië. Mee Pangwa telt 850 inwoners (volkstelling 2010).